# Mnesibulus signatipennis
Mnesibulus signatipennis är en insektsart som först beskrevs av Walker, F. 1869.  Mnesibulus signatipennis ingår i släktet Mnesibulus och familjen syrsor. Inga underarter finns listade i Catalogue of Life.